# 小関亜紀
小関 亜紀（こせき あき、1973年）は、日本のCMディレクター、映像監督。東京都出身。

## 人物
- 東京藝術大学デザイン科卒業。
- 1997年東北新社企画演出部に入社。中島信也に師事
- 1999年にCMディレクターとしてデビュー。
- 2006年に退社。フリーとして活躍。

## CM
- ヤマハ音楽教室 「まきちゃん」篇　(2010)
- NEC N01B　(2010)　出演:玉木宏
- 花王ビオレ　うるうる密着泡　(2009)　出演:浜島直子
- 日本生命　みらいサポート　(2009)　出演:大塚愛
- エスエス製薬　ハイチオールC　(2008)　出演:江角マキコ
- カネボウ　肌美精　(2006)　出演:国分佐智子
- 日清食品　野菜スープヌードル　(2006)　出演:長谷川潤

ほか

## ミュージック・ビデオ
- 風味堂 「メリークリスマス、、、。」
- LOVE PSYCHEDELICO 「fantastic world」
- orange pekoe 「Beautiful Thing」
- PUSHIM 「My name is...」

ほか